# Microcentrus proximus
Microcentrus proximus är en insektsart som beskrevs av Fowler. Microcentrus proximus ingår i släktet Microcentrus och familjen hornstritar. Inga underarter finns listade i Catalogue of Life.